# Víctor Gayà Porcel
Víctor Gayà Porcel (Palma, 1952) és un escriptor i psicòleg balear. Psicòleg i escriptor, ha exercit a Palma i col·laborat en mitjans com a crític literari. Ha publicat poesia, novel·la, assaig i biografia, amb diverses obres premiades. És membre de l'Associació d'Escriptors en Llengua Catalana. Ha publicat obres en diversos gèneres, incloent biografies, narrativa, novel·la i poesia. Algunes de les seves obres destacades són Trenc d'alba (1999, Premi Roc Boronat), Com la sequera (2004), Porta trencada (2011), i Retorn a l'obert (2019, Premi Pare Colom de Poesia). També ha publicat llibres com Manual per protegir-se de mestres i educadors (1995) i El tall de les tisores (2016).